# 蕴涵项
在布尔逻辑的積項和式中(和項積式亦可)，乘积项P 是布尔函数 F 的涵项（英語：implicant），如果 P 蕴涵 F。更加准确的说：
- F 是 n 个变量的布尔函数。
- P 是乘积项。
- 若对于使 P 得到值 1 的所有组合，F 也等于 1，則 P 蕴涵 F (P 是 F 的涵項)。

这意味着在布尔空间的自然次序上 P⇒F。比如，函数
{\displaystyle f(x,y,z,w)=xy+yz+w\,}
蕴涵自 {\displaystyle xy}，{\displaystyle xyz}，{\displaystyle xyzw}，{\displaystyle w} 和很多其他的项: 它们是 {\displaystyle f} 的涵项。
威拉德·冯·奥曼·蒯因定义：
1. F 的質涵项（prime implicant）为最少化文字數量的涵项——就是说，如果从 P 去除任何“文字”（literal）都导致 P 成為 F 的非涵项。例如100和101是某逻辑函数的两个涵项，那么10x就是函数的一个質涵项，其中的1和0两个数字不可再去掉；
2. 基本質涵项（essential prime implicant）为蘊涵於不满足任何其他質涵项的極小項(minterm)的那些質涵项——若存在只被一個質涵項覆蓋的極小項，則覆蓋該極小項的質涵項為基本質涵項。如果以卡诺图的形式来描述逻辑函数，可以发现只有一种方式可以圈选这个输入组合。

使用上面的例子，你可以轻易的看到尽管 {\displaystyle xy}（和其他的项）是質涵项，{\displaystyle xyz} 和 {\displaystyle xyzw} 不是。从后者，可以去除多个文字来使它成为素的：
- {\displaystyle x}、{\displaystyle y} 和 {\displaystyle z} 可以去除，生成 {\displaystyle w}。
- 可作为选择的，{\displaystyle z} 和 {\displaystyle w} 可以去除，生成 {\displaystyle xy}。
- 最后，{\displaystyle x} 和 {\displaystyle w} 可以被去除，生成 {\displaystyle yz}。

将布尔项中文字去除的过程叫做“对这个项的扩展 ”。扩展一个文字將倍增使这个项为“真”的输入组合的数目(在二元布尔代数中)。 如上例中，将xyz扩展为xy或yz不影响f的结果。
布尔函数的所有質蕴涵项的总和叫做这个函数的完全和。